# Bernhard Glienke
Bernhard Glienke (* 31. Mai 1941 in Stettin; † 18. September 1996) war ein deutscher Skandinavist und Hochschullehrer. 

## Leben
Nach dem Abitur am Humanistischen Gymnasium in Berlin-Steglitz studierte Glienke ab 1961 an der Christian-Albrechts-Universität zu Kiel Germanistik, Anglistik und Nordistik, von 1963 bis 1964 studierte er an der Universität Kopenhagen  und von 1966 bis 1967 unterrichtete er als Language Assistent am German Department des Trinity College in Dublin. Nach den Staatsexamen für das höhere Lehramt für die Fächer Deutsch und Englisch 1968 (erweitert 1969 um das Fach Dänisch) nahm er eine wissenschaftliche Assistentenstelle am Nordischen Institut in Kiel an und arbeitete an seiner Dissertation bei dem Skandinavisten Otto Oberholzer, seine Promotion erfolgte 1973. Außerdem war er Mitredakteur der Zeitschrift Skandinavistik. Nach der Promotion arbeitete Glienke als Lecturer für Deutsch an der Australian National University in Canberra. Nach der Emeritierung seines Lehrers Otto Oberholzer 1985 wurde Glienke nach seiner Habilitation in Kiel sein Nachfolger und hatte bis zu seinem Tod die Professur für Neuskandinavistik an der Universität Kiel inne. Sein Nachfolger wurde Lutz Rühling.

## Veröffentlichungen (Auswahl)
- Jens Peter Jacobsens lyrische Dichtung. Ein Beitrag zur Geschichte der modernen Poesie (= Skandinavistische Studien. 4). Wachholtz, Neumünster 1975, ISBN 3-529-03304-9 (Dissertation Universität Kiel).
- Fatale Präzedenz. Karen Blixens Mythologie (= Skandinavistische Studien. 18). Wachholtz, Neumünster 1986, ISBN 3-529-03318-9 (Habilitationsschrift Universität Kiel).
- als Herausgeber: Der neue Norden. Norweger und Finnen im frühen 19. Jahrhundert (=  Christian-Albrechts-Universität zu Kiel. Veröffentlichungen des Zentrums für Nordische Studien. 3 = Beiträge zur Skandinavistik. 9). Lang, Frankfurt am Main u. a. 1990, ISBN 3-631-42366-7.
- als Herausgeber: Expedition in die Moderne (= Dänische Literatur der Moderne. 7). Kleinheinrich, Münster 1991, ISBN 3-926608-61-7.
- als Herausgeber mit Edith Marold: Arbeiten zur Skandinavistik. 10. Arbeitstagung der Deutschsprachigen Skandinavistik, 22.–27.9.1991 am Weißenhäuser Strand (= Texte und Untersuchungen zur Germanistik und Skandinavistik. 32). Lang, Frankfurt am Main u. a. 1993, ISBN 3-631-46286-7.
- Gründerjahre eines Großkritikers. Der Däne Georg Brandes in Berlin. In: Heinrich Detering (Hrsg.): Grenzgänge. Skandinavisch-deutsche Nachbarschaften (= Grenzgänge. 1). Wallstein, Göttingen 1996, ISBN 3-89244-249-5, S. 147–160.
- Metropolis und nordische Moderne. Grossstadtthematik als Herausforderung literarischer Innovationen in Skandinavien seit 1830 (= Beiträge zur Skandinavistik. 15). Lang, Frankfurt am Main u. a. 1999, ISBN 3-631-34279-9 (Gesammelte Aufsätze von Bernhard Glienke, bearbeitet von Annika Krummacher u. a.).

Außerdem Aufsätze und Rezensionen vor allem in der Zeitschrift Skandinavistik.
Gedenkschrift
- Annegret Heitmann, Karin Hoff (Hrsg.): Ästhetik der skandinavischen Moderne. Bernhard Glienke zum Gedenken (= Beiträge zur Skandinavistik. 14). Lang, Frankfurt am Main u. a. 1998, ISBN 3-631-32254-2 (mit Bibliographie Bernhard Glienke).